# ATP Pörtschach 2007
L'ATP Pörtschach 2007, noto come Hypo Group Tennis International 2007 per motivi di sponsorizzazione, è stato un torneo professionistico maschile di tennis giocato sulla terra rossa. È stata la 27ª edizione del torneo, la diciottesima inserita nell'ATP Tour, faceva parte della categoria International Series e si è svolta nell'ambito dell'ATP Tour 2007. Si è giocato dal 21 al 27 maggio 2007 alla Werzer Arena di Pörtschach am Wörther See, in Austria.
È stata la seconda edizione di questo torneo giocata a Pörtschach, le prime nove edizioni si erano svolte a Bari, le tre iniziali facevano parte delle Challenger Series e le sei successive erano state poste sotto l'egida del Grand Prix. Il torneo era quindi stato trasferito per quattro edizioni a Genova, dove per la prima volta è stato inserito nell'ATP Tour. Prima di approdare a Pörtschach, il torneo era stato quindi spostato nell'altra città austriaca di Sankt Pölten, dove si sono giocate 12 edizioni.

## Campioni

### Singolare
Juan Mónaco ha battuto in finale  Gaël Monfils, 7–6(3), 6-0

### Doppio
Simon Aspelin /  Julian Knowle hanno battuto in finale  Leoš Friedl /  David Škoch, 7–6(6), 5-7, [10-5]